# Ulysses Belz
Ulysses Belz (* 12. März 1958 in Mainz) ist ein deutscher Maler und Grafiker. Er entwickelte 2005 in Paris die Malerei der Metakognition (Metakognitive Malerei).

## Leben
Nach dem Abitur am Gutenberg-Gymnasium in Mainz 1976 absolvierte Ulysses Belz eine Ausbildung als Buchbinder und Buchrestaurator in der Werkstatt Schoy, Essen. Von 1980 bis 1983 studierte er an der Pariser Ecole Nationale Supérieure des Beaux-Arts im Atelier von Jean-Marie Granier (Kupferstich) und bei François Debord (Morphologie). Von 1984 bis 1988 betrieb Ulysses Belz eine Werkstattgalerie in der Odos Tripodon 18 in der Altstadt von Athen. Es folgten Lebensabschnitte mit Ateliers und Ausstellungen in Frankfurt am Main (1988–1992), Madrid (1992–2000), Riga (2000–2004), Paris (2004–2010), Bad Arolsen (2010–2015).
Ulysses Belz lebt und arbeitet in Burgrain / Oberbayern und auf Mallorca.

## Werk
Die Osmose zwischen Kunst und Wissenschaft ist Grundzug in allen Werkphasen von Ulysses Belz.
Die Beschäftigung mit den Vorsokratikern hat ihren Niederschlag gefunden in dem grafischen Hauptwerk: „Die Ewigkeit ist ein Spielendes Kind auf dem Thron“ / Beiträge von Wissenschaftlern und Künstlern zur Gegenwart des vorsokratischen Denkens, 69 Radierungen von Ulysses Belz mit Texten von Dietmar Kamper, Oliver Primavesi, Otto E. Rössler, Botho Strauss und Siegfried Zielinski, Bd.I/II, Auflage 40 Expl. im Selbstverlag, Bonn/Leipzig 2000.
Exemplare der Edition befinden sich in bedeutenden Bibliotheken in Deutschland, Österreich und den USA.
In Zusammenarbeit mit der französischen Philosophin und Bewusstseinsforscherin Joëlle Proust entwickelte Ulysses Belz ab 2005 in seinem Atelier in Paris in der Rue Pajol 41 die Metakognitive Malerei. In dieser malerischen Stilrichtung werden die Bewusstseinsfelder der Malerei um jene Bereiche erweitert, von denen aus die eigene Kognition gesteuert und begleitet wird. Diese subpersonale Steuerung wird ihrerseits künstlerisch thematisiert. Joëlle Proust bezeichnet die Metakognitive Malerei als „revolutionäres Projekt einer Malerei der Denkformen“.
Die noch junge kunsthistorische Einschätzung der Metakognitiven Malerei spricht von einem „Ansatz, der nicht bewusste Prozesse im Handeln und Lenken künstlerischer Tätigkeit nicht als Hemmnis oder Krise des Autors, sondern als eigentliches Thema des Kunstwerkes begreift“. In einem 2018 in München erschienenen Katalog zur Ausstellung „Floating States“ wird Metakognitive Malerei als „Phänomen des Wirklichkeits-Pluralismus“ begrüßt.
Als Grafiker ist Ulysses Belz auf die Technik des klassischen Kupferstichs spezialisiert, den er innerhalb einer aktuellen Ästhetik (nicht historisierend) einsetzt.

## Ausstellungen (Auswahl)
- 1987: „Wechselwirkungen“, Goethe-Institut Athen, Athen
- 1989: „Fernsehbilder“, Galerie Gres, Frankfurt/M.
- 1995: „Pinturas“, Galerie Seiquer, Madrid
- 1999: „Imágenes electrónicas y pintura“ Circulo de Bellas Artes, Madrid
- 2000: „Die Vorsokratiker“, Galerie Druck&Buch, Tübingen
- 2002: Lettisches Museum für Ausländische Kunst, Riga
- 2003: Galerie Gunzenhauser, München
- 2006: „Malerei der Gegenwart. Zurück zur Figur“ Hypo-Kunsthalle, München (Gruppenausstellung mit George Condo, Maria Lassnig, Peter Doig, Neo Rauch u. a.)
- 2007: „Transmitter“, mbf-kunstprojekte, Freiburg
- 2007: „Leve de Schilderkunst“, Kunsthal Rotterdam, Rotterdam (Gruppenausstellung)
- 2009: „Metakognitive Malerei“, mbf-kunstprojekte, München
- 2010: „Aires cérébrales“, Espace Immanence, Paris
- 2012: „Euphoria“, Schloss Welda, Warburg-Welda
- 2012: „Art Collectors“, Senger Bamberg Fine Paintings, Bamberg
- 2012: „Aura“, Braun-Falco Galerie, München
- 2014: „art@science. Drei Positionen der Wissenschaftsästhetik“, Ulysses Belz, Ingrid Hermentin, Norbert Pümpel., Marburger Kunstverein, mit Katalog (hrsg. von Harald Kimpel, Kurator der Ausstellung)
- 2018: „Ulysses Belz / Floating States“, Heldenreizer Contemporary, München
- 2020: „Lineare Gegenwart“, Heldenreizer Contemporary, München
- 2021: „Von Kaiserblau bis Luxusschwarz. Schätze der Druckgrafik“, Schloß Hartenfels, Torgau (Gruppenausstellung)
- 2022: „Der Blick aus dem Rahmen“ Schriftstellerporträts aus der Schenkung Helmut Klewan. Leopold Museum, Wien (Gruppenausstellung)
- 2023: „Rote Raumzeit“. Galerie Thomas Hühsam, Offenbach am Main

## Artikel/Aufsätze
- Zur Zukunft der Gegenständlichkeit nach der Figuration. (Applecake-Manifest), „reiter in dresden / Kulturjournal“ Nr. 6, S. 27, 1990, ISSN 0863-4580
- Meta-Muster, art@science, Harald Kimpel (Hg.), Kunstverein Marburg, Jonas Verlag, Marburg 2014, ISBN 978-3-89445-501-9
- Lady Wirrwarr - Ateliergedanken zum 100. Geburtstag von Maria Lassnig, LETTRE International Nr. 125, 2019, S. 104–106, ISSN 0945-5167
- Don't Call it Archaic. Why Burin Engraving must be Reinvented, Grabado y Edición (span./engl.) Nr. 64, 2019, S. 58–68, ISSN 1886-2306
- Der Hirnforscher in der Kunst, JITTER Magazin für Kunst und Visuelle Kultur, 28.Sept 2019, Der Hirnforscher in der Kunst (abgerufen am 12. November 2019)
- Kunst einer Zwischenzeit / Contemporary Art, LETTRE International Nr. 127, 2019, S. 141, ISSN 1886-2306
- Dürers Datenwolke, LETTRE International Nr. 129, 2020, S. 90–94, ISSN 1886-2306
- Piano und Politik, LETTRE International Nr. 133, 2021, S. 118–124, ISSN 1886-2306
- Alte Meister, LETTRE International Nr. 137, 2022, S. 92–98, ISSN 1886-2306
- Das Bibliotheksgespenst. Wie ich mir ein Bild von Botho Strauß machen wollte, LETTRE International Nr. 140, 2023, S. 96–100, ISSN 0945-5167
- Franz Liszt beim Wort nehmen. Das Literaturzitat als funktioneller Bestandteil seiner Klavierkompositionen, Forum Liszt Nr. 6 / 2023 Deutsche Liszt-Gesellschaft Weimar, ISBN 978-3-9820342-5-6
- Erledigtes Leben. Blicke in die verrufene Straße „Goutte d'Or“ im Pariser Norden, LETTRE International Nr. 143, S. 80–85, ISSN 0945-5167
- Der Himmel über Mainz, LETTRE International Nr. 147, S. 130–132, ISSN 0945-5167

## Sammlungen
- Lenbachhaus / Städtische Galerie, München
- Leopold Museum, Wien
- National Taiwan Museum of Fine Arts, Taichung
- Museum Gunzenhauser, Chemnitz
- Universitätsbibliothek der Akademie der Bildenden Künste, Wien
- Landesbibliothek Coburg, Coburg
- Niedersächsische Landesbibliothek, Hannover
- Württembergische Landesbibliothek, Stuttgart
- Columbia University, Butler Library, New York
- Museum der bildenden Künste, Leipzig